# Isanthrene drucei
Isanthrene drucei är en fjärilsart som beskrevs av Rothschild 1911. Isanthrene drucei ingår i släktet Isanthrene och familjen björnspinnare. Inga underarter finns listade i Catalogue of Life.